# Jean-François Pidancet
Jean-François Pidancet est un homme politique français né le 20 septembre 1795 à Montoy (Moselle) et décédé le 26 avril 1870 à Novéant (Moselle).

## Biographie
Procureur du roi puis juge au tribunal de Metz, il est conseiller à la cour d'appel en 1841. Administrateur des hospices, membre du conseil supérieur de l'instruction publique, conseiller général, il est député de la Moselle de 1845 à 1848, siégeant dans la majorité soutenant la Monarchie de Juillet. Il prend sa retraite de magistrat en 1865, comme président de chambre.

## Sources
- Ressource relative à la vie publique :   - Base Sycomore
- « Biographie extraite du dictionnaire des parlementaires français de 1789 à 1889 (Adolphe Robert, Edgar Bourloton et Gaston Cougny) », sur gallica BNF (consulté le 8 décembre 2013)